# Tommy Atkins

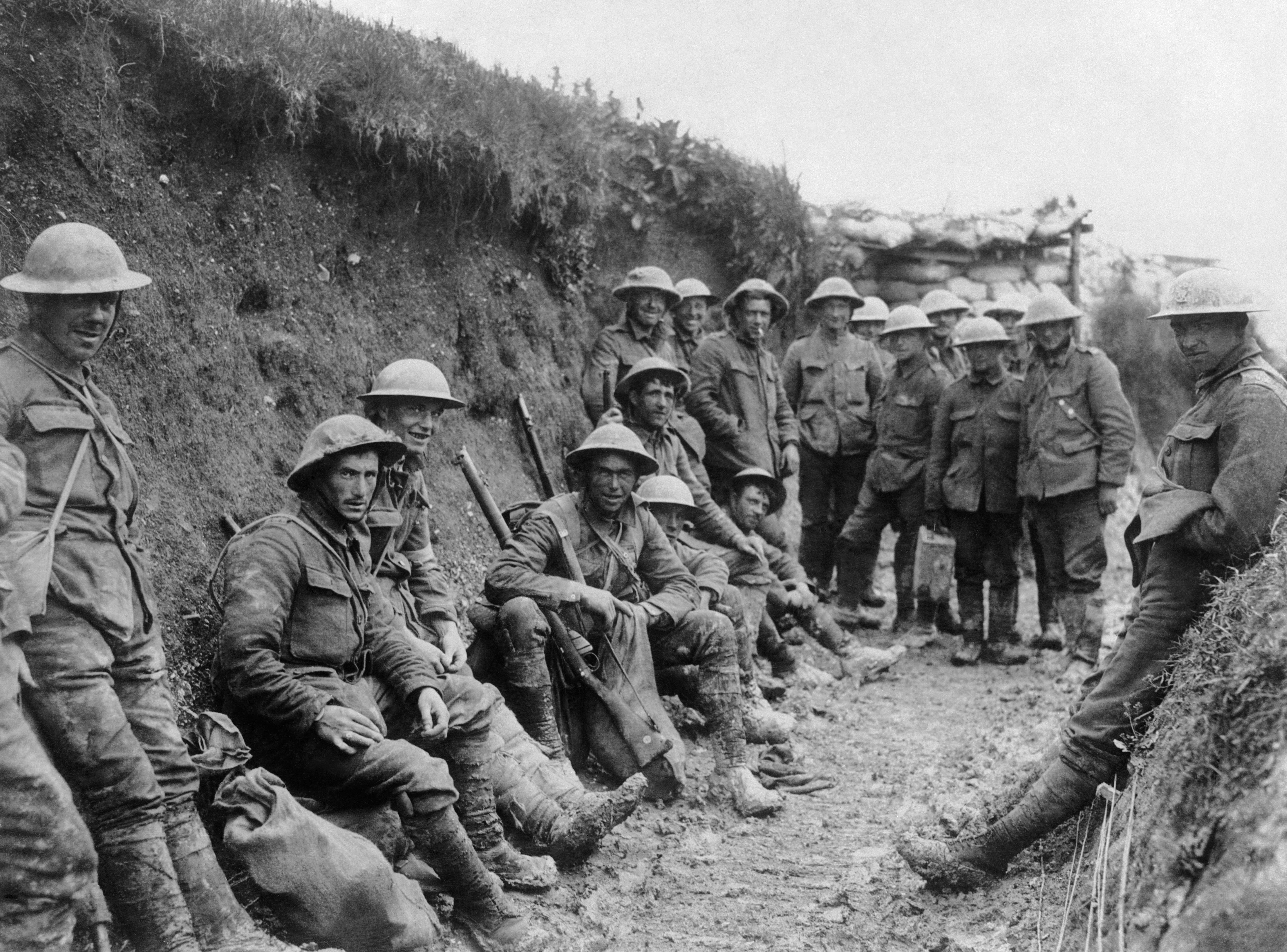
"Tommies" de los Royal Ulster Rifles en las trincheras de la batalla del Somme durante la Primera Guerra Mundial

Tommy Atkins (o muy a menudo simplemente Tommy) es el apodo con el que se conoce a los soldados del Ejército Británico. El término tiene su origen en el siglo XIX, pero se asocia particularmente con la Primera Guerra Mundial.
Los soldados alemanes utilizaban la palabra "Tommy" a través de la tierra de nadie situada entre las trincheras cuando querían hablar con los soldados británicos. Las tropas francesas y de la Commonwealth también llamaban a los soldados británicos "Tommies". Más recientemente, el término Tommy Atkins se ha usado con menos frecuencia, aunque el nombre "Tom" todavía se escucha ocasionalmente. A los soldados rasos de la Unidad Paracaidista del Ejército Británico todavía se les llama "Toms".

## Etimología

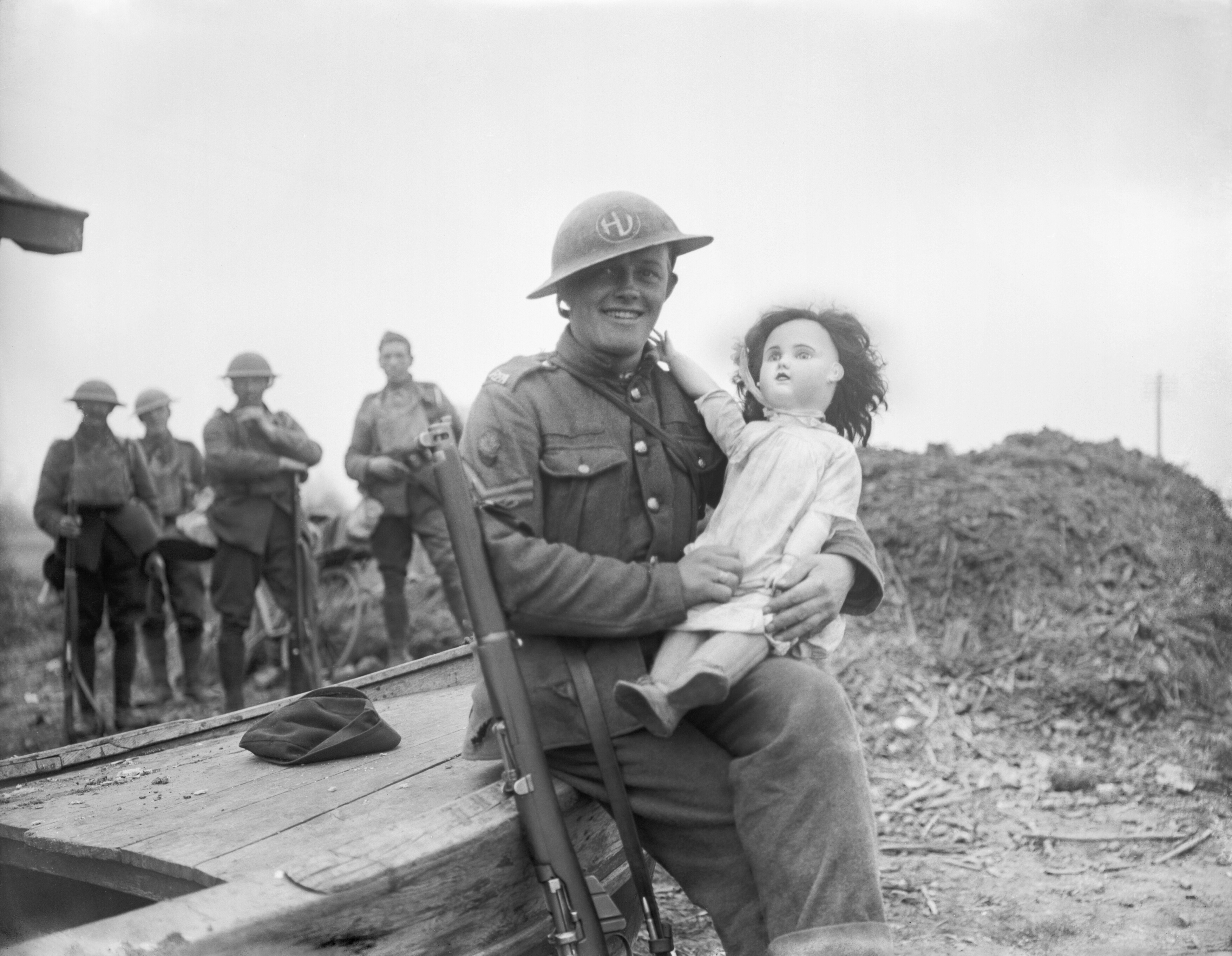
Fotografía publicitaria de "Tommy Atkins", un soldado de la 51 División (Highland), sentado con una gran muñeca en sus brazos, tomada durante la ofensiva alemana en Lys, el 13 de abril de 1918

Tommy Atkins o Thomas Atkins se ha usado como nombre genérico de los soldados rasos británico durante muchos años. El origen del término es objeto de debate, pero se sabe que se usaba ya en 1743. Una carta enviada desde Jamaica sobre un motín entre las tropas dice: «Excepto los de Norteamárica, los marines y los Tommy Atkins se comportaron espléndidamente».
Se cree que el nombre fue elegido por el Duque de Wellington, inspirado por la valentía de un soldado en la batalla de Boxtel en 1794 durante la Campaña de Flandes. Tras un feroz combate, el Duque, al mando del Regimiento 33 de Infantería, supuestamente vio al mejor soldado del regimiento, el soldado Thomas Atkins, gravemente herido. El soldado dijo: «No pasa nada, señor. Es solo cuestión de un día de trabajo», y murió poco después. Según el Museo Imperial de la Guerra, esta teoría sitúa a Wellesley eligiendo el nombre en 1843.
Según J. H. Leslie, quien escribió en Notes and Queries en 1912, "Tommy Atkins" fue elegido como nombre genérico por la Oficina de Guerra en 1815, y aparece en la muestra de los formularios de infantería contenidos en el Libro de Registro de Soldados firmados con una marca. El formulario de Caballería contaba con los nombres genéricos del "trompetista William Jones" y del "sargento John Thomas", aunque no se usara una marca. Leslie observa el mismo nombre en las Regulaciones Reales de 1837, páginas 204 y 210, y ediciones posteriores, y comenta que este hecho refuta la anécdota sobre la elección del nombre por parte del Duque de Wellington en 1843.
El historiador militar Richard Holmes, en el prólogo de su libro de 2005 «Tommy», afirma que:
Atkins se convirtió en sargento en la versión de 1837, y desde entonces se podía firmar con su nombre en lugar de simplemente dejar una marca.
El «Oxford English Dictionary» afirma que su origen «surge del uso casual de este nombre en los formularios de muestra que figuran en las regulaciones oficiales a partir de 1815»; la cita hace referencia a la «Colección de Órdenes, Regulaciones, etc.», págs. 75-87, publicada por el Ministerio de Guerra el 31 de agosto de 1815. El nombre se utiliza para designar a un soldado ejemplar de caballería e infantería. Otros nombres utilizados incluyen los de William Jones y John Thomas. Thomas Atkins continuó utilizándose en el «Libro de Registros del Soldado» hasta principios del siglo XX.
En 1900, un capellán del ejército llamado reverendo E. J. Hardy dio otra sugerencia. Escribió sobre un incidente ocurrido durante la rebelión de la India de 1857. Cuando la mayoría de los europeos en Lucknow huían a la Residencia Británica en busca de protección, un soldado raso del Regimiento 32 de Infantería permaneció de servicio en un puesto avanzado. A pesar de las súplicas de sus camaradas, insistió en que debía permanecer en su puesto. Murió en su puesto, y el reverendo Hardy escribió: «Resultó que su nombre era Tommy Atkins, así que, durante la Campaña del Motín, cuando se cometía una hazaña audaz, se decía que el autor era un auténtico Tommy Atkins».

## Referencias populares

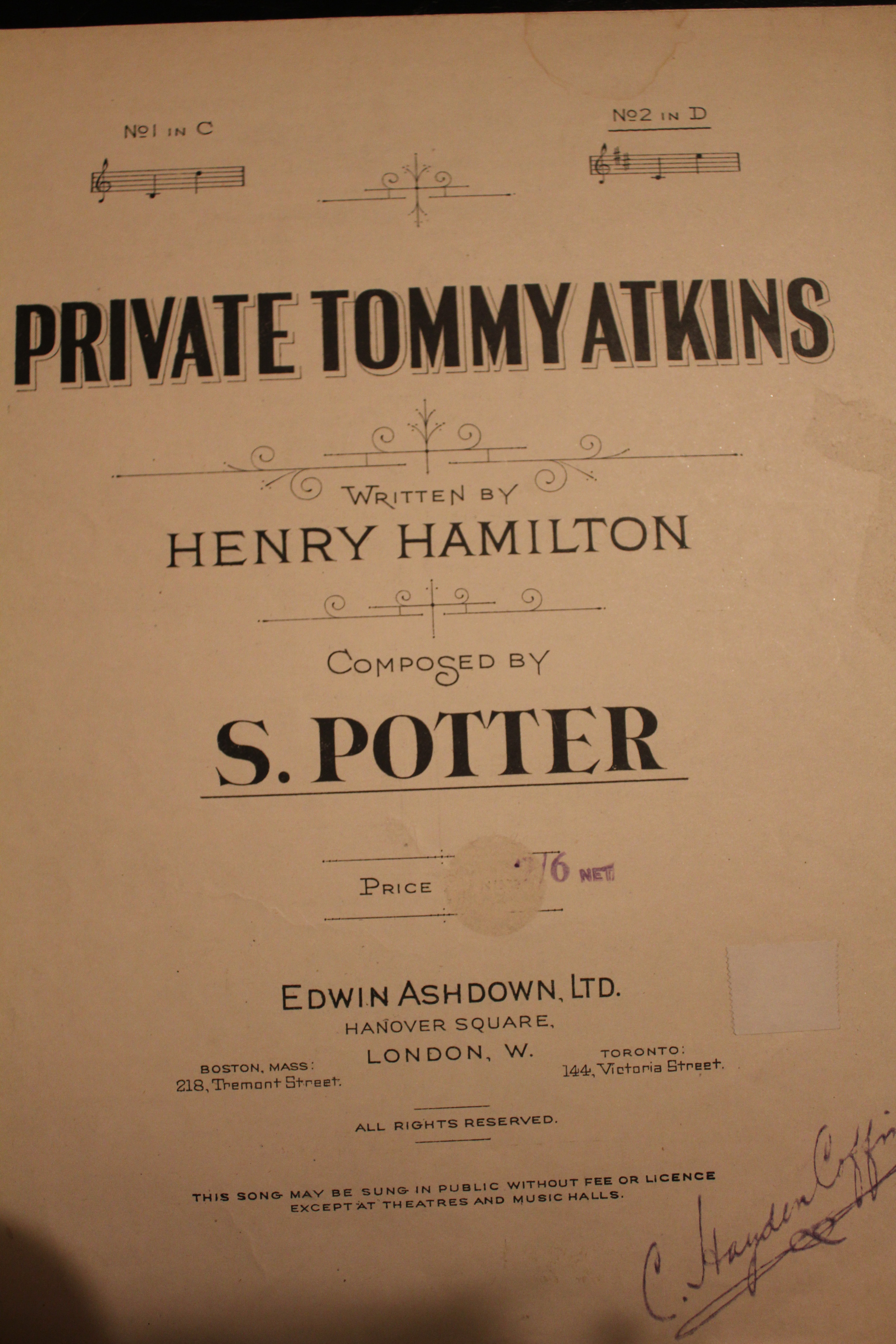
Portada de la partitura, publicada en 1893, de la canción «Private Tommy Atkins», compuesta por Samuel Potter (1851-1934) y Henry Hamilton (c. 1854-1918). Firmada por el barítono C. Hayden Coffin